# Laurence Leboucher
Laurence Leboucher, née le 22 février 1972 à Alençon, est une cycliste française. Elle a commencé sa carrière sur route, montrant ainsi des qualités en contre-la-montre (3 podiums lors des championnats de France). Puis, elle a pratiqué le VTT et le cyclo-cross, sports dans lesquels elle a été championne du monde et 8e aux JO de 2004. Elle est vice-présidente de la Fédération française de cyclisme de 2009 à 2017.

## Biographie
Elle met un terme à sa carrière sportive fin 2008 et travaille depuis dans la branche courrier du groupe La Poste.
Elle commente sur France Télévisions les épreuves de VTT des Jeux olympiques de Londres 2012 avec Jean-René Godart et de Rio 2016 avec Pierre-Étienne Léonard.

## Palmarès en cyclo-cross
- 1999-2000
  -  Championne de France de cyclo-cross
  - Classement général du Challenge la France cycliste
  - 4e du championnat du monde de cyclo-cross
- 2000-2001
  -  Championne de France de cyclo-cross
  - Classement général du Challenge la France cycliste
  - 5e du championnat du monde de cyclo-cross
- 2001-2002
  -  Championne du monde de cyclo-cross
  - Classement général du Challenge la France cycliste
  - 2e du championnat de France de cyclo-cross
- 2002-2003
  -  Championne de France de cyclo-cross
  - Classement général du Challenge la France cycliste
  - Druivencross
  -  Médaillée de bronze du championnat du monde de cyclo-cross
  - 5e de la Coupe du monde
- 2003-2004
  -  Championne du monde de cyclo-cross
  - 2e du championnat de France de cyclo-cross
- 2004-2005
  - 2e du championnat de France de cyclo-cross
  -  Médaillée de bronze du championnat d'Europe de cyclo-cross
  - 4e du championnat du monde de cyclo-cross
- 2005-2006
  -  Championne de France de cyclo-cross
- 2006-2007
  - Classement général du Challenge la France cycliste
  - Coupe du monde #5-Cyclo-cross de Nommay, Nommay
  - 2e du championnat de France de cyclo-cross
  -  Médaillée de bronze du championnat du monde de cyclo-cross
- 2007-2008
  -  Championne de France de cyclo-cross
  -  Médaillée de bronze du championnat du monde de cyclo-cross

## Palmarès en VTT

### Jeux olympiques
- Atlanta 1996
  - 11e du cross-country
- Sydney 2000
  - 18e du cross-country
- Athènes 2004
  - 8e du cross-country
- Pékin 2008
  - 17e du cross-country

### Championnats du monde
- Mont Sainte-Anne 1998
  -  Championne du monde de cross-country
- Kaprun 2002
  -  Médaillée d'argent du championnat du monde de cross-country par équipes
- Val di Sole 2008
  -  Championne du monde de cross-country par équipes (avec Jean-Christophe Péraud, Arnaud Jouffroy et Alexis Vuillermoz)

### Coupe du monde
- Coupe du monde de cross-country 
  - 1997 : 8e
  - 1998 : 2e, vainqueur de deux manches
  - 2000 : 20e
  - 2001 : 10e, vainqueur d'une manche

### Championnats d'Europe
- 1998
  -  Championne d'Europe de cross-country
- 2000
  -  Championne d'Europe de cross-country
- 2001
  -  Championne d'Europe de cross-country
- 2002
  -  Championne d'Europe de cross-country par équipes  (avec Julien Absalon, Jean-Eudes Demaret et Cédric Ravanel)
  -  Médaillée d'argent du championnat d'Europe de cross-country
- 2008
  -  Championne d'Europe de cross-country par équipes  (avec Jean-Christophe Péraud, Arnaud Jouffroy et Alexis Vuillermoz)

### Compétitions nationales
- 1996
  -  Championne de France de cross-country
- 1998
  -  Championne de France de cross-country
  - Roc d'Azur
- 1999
  -  Championne de France de cross-country
  - Roc d'Azur
- 2000
  -  Championne de France de cross-country
- 2001
  - Roc d'Azur
- 2002
  -  Championne de France de cross-country
  - Roc d'Azur
- 2006
  -  Championne de France de cross-country
- 2007
  -  Championne de France de cross-country

## Palmarès sur route
- 1991
  - 3e du Chrono des Herbiers
- 1992
  - 3e du championnat de France sur route
- 1995
  - Tour de la Haute-Vienne
- 1997
  - 3e du championnat de France du contre-la-montre
- 1998
  - Tour de la Drôme
  - 2e du championnat de France du contre-la-montre
- 2000
  - Sea Otter Classic
  - Tour de la Haute-Vienne
- 2002
  - 2e du championnat de France du contre-la-montre
- 2005
  - Étape du Tour Mondovélo
- 2007
  - 2e de la coupe de France
  - 2e de Cholet-Pays de Loire Dames
  - 3e du Prix de la Ville du Mont Pujols

## Distinctions
- Chevalier de la Légion d'Honneur (décret du 30 janvier 2008)